# Nikolaus Selnecker
Nikolaus Selnecker ou Selneccer (Hersbruck, 6 de dezembro de 1530 - Leipzig, 24 de maio de 1592) foi um músico e teólogo alemão. Ele é conhecido principalmente como compositor de hinos. Também é conhecido como um dos principais autores da Fórmula de Concórdia, juntamente com Jakob Andrea (1528-1590) e Martin Chemnitz (1522–1586).
Ainda jovem, foi um organista em Nuremberg, estudou com Filipe Melâncton na Universidade de Wittenberg, graduando-se em 1554. Mais tarde, foi pregador da corte e músico em Dresden.
Johann Sebastian Bach utilizou seu texto na cantata Bleib bei uns, denn es will Abend werden, BWV 6.